# Бабій Лев
Лев Бабі́́й (16 лютого 1926, с. Вівся, нині Тернопільського району Тернопільської області — 9 січня 2010, Торонто, Канада) — український громадський діяч у Канаді, колабораціоніст з нацистською Німеччиною. Шевченківська медаль (1995), Золотий Хрест за особливі заслуги Головної Управи Братства.

## Життєпис
Народився 16 лютого 1926 р. у селі Вівся,в родині Спиридона і Франки Бабій.Навчався у Бережанах. 1944 — у дивізії «Галичина». Від 1952 — у Канаді. 1976—1986 — голова станиці Братства вояків УПА в Торонто, від 1986 — голова крайової та член Головної управи цього Братства.
Секретар Допомоги комітету бережанців у Торонто (Канада), нагороджений був Шевченківською медаллю; член, голова комітету видавництва, яке випустило 1-й том збірки «Бережанська Земля» (1970). Голова редколегії 2-го тому «Бережанської Землі» (1998). Власник будівельної фірми; жертводавець на українські потреби. Учасник репрезентації 2-го тому «Бережанської Землі» в Бережанах, Козові та селі Денисів Козівського району.

## Нагороди
- Золотий Хрест за особливі заслуги
- Шевченківська медаль (1995)
- Почесний громадянин Бережан (2004)